# Mamma o papà?
Mamma o papà? è un film del 2017 diretto da Riccardo Milani. È il remake del film francese Papa ou Maman (2015).

## Trama
Nicola e Valeria sono una coppia e vivono a Treviso; hanno una bella casa, ottimi lavori e tre figli, ma dopo quindici anni di matrimonio scoprono di non essere più innamorati l'uno dell'altra e decidono di divorziare pacificamente. Raggiunto un accordo sulla separazione, entrambi ricevono un'allettante proposta di lavoro all'estero, ma non sanno come regolarsi con i figli. Valeria accetta inizialmente di restare a casa; quando scopre che il marito ha una relazione con una giovane infermiera, tuttavia, non è più disposta a sacrificarsi: inizia così una dura battaglia tra i due per non ottenere l'affidamento esclusivo dei figli.
Ciascuno dei due mette in campo una serie di strategie per rendersi insopportabile ai tre figli, spingendoli a chiedere di essere affidati all'altro genitore. I dispetti che l'una gioca all'altro si fanno via via più violenti, e porteranno Nicola a rompere con la sua amante e Valeria a rifiutare la corte del suo capo. La battaglia culminerà durante la festa di compleanno del figlio minore, durante la quale i due genitori spingeranno dapprima tutti gli invitati a scappare, e infine a darsele di santa ragione l'un l'altra in una rissa, al termine della quale si scopriranno ancora innamorati e avranno un rapporto sessuale. Nel frattempo i figli, stanchi di dispetti e litigi, tentano di scappare: mentre Nicola e Valeria vanno a riprenderseli, la loro abitazione si incendierà a causa dei pasticci che hanno combinato, inducendo i bambini a dire che il divorzio è la cosa migliore da fare. I due quindi firmeranno per l'affidamento congiunto.
Sette mesi dopo Nicola torna dal Mali, e viene accolto in aeroporto dai tre bambini che nel frattempo sono stati in Svezia con Valeria: la donna è incinta di una bambina concepita la sera dell'incendio. I due finiranno per tornare insieme.

## Personaggi
- Nicola: marito di Valeria nonché padre di Matteo, Viola e Giulietto. Dopo essersi separato con la moglie, cercherà in tutti i modi di convincere i figli ad andare a vivere con la madre cosicché lui possa partire per il Mali.
- Valeria: moglie di Nicola nonché madre di Matteo, Viola e Giulietto. Lavora come ingegnera. Inizialmente decide di far partire il marito ma dopo aver scoperto il suo tradimento, accetta il cantiere in Svezia e questo scatenerà la guerra tra i due.
- Matteo: il maggiore dei tre figli. È un ragazzo disobbediente e maleducato, infatti una mattina lui e i suoi amici rovineranno delle auto con delle bombolette spray. Lui e la sorella Viola si insultano molto spesso a vicenda.
- Viola: la secondogenita dei tre figli. Il suo è un carattere da ragazza viziata, infatti sta sempre sul cellulare e ha una suoneria che fa il suono di una papera, e litiga spesso con Matteo.
- Giulietto: il terzogenito dei tre figli. È un bambino studioso e intelligente, in casa ha un criceto, che la mamma odia, e promette che inizierà a drogarsi se la mamma si metterà con Gianrico.
- Gianrico: capo di lavoro di Valeria. Napoletano, è un tipo severo e polemico, poco aperto mentalmente. Valeria fingerà che sia il suo nuovo compagno così da convincere i figli ad andare a vivere dal padre e far ingelosire il marito.

## Produzione
Le scene del film sono state girate principalmente a Treviso, città dove risiedono i personaggi, Marghera presso la Centrale termoelettrica Andrea Palladio, dove lavora Valeria, e Santorso presso l'ospedale Alto Vicentino, il nosocomio in cui lavora Nicola. Alcune scene sono poi state girate nel centro di Vicenza, principalmente in piazza dei Signori e piazza Matteotti.

## Distribuzione
La pellicola è stata distribuita in Italia da Medusa Film dal 14 febbraio 2017. Nelle prime tre settimane di programmazione il film ha incassato 4,5 milioni di euro.